# AMR-2
AMR-2는 중화인민공화국에서 대물 저격소총으로 개발된 12.7 × 108 mm 저격소총 으로 2000년대 초반에 도입되었다. 노린코에서 설계 및 개발한 이 소총은 볼트 액션 방식을 사용한다. AMR-2는 방아쇠 바로 앞에 장착된 5발 탈부착식 상자형 탄창에서 급탄된다. 총열은 자유 부동형이며 반동을 완화하기 위한 대형 이중 소염기가 장착되어 있다.